# ジャック・ドゥボシェ
ジャック・ドゥボシェ（Jacques Dubochet、1942年6月8日 - ）は、退職したスイス人生物物理学者である。ドイツ連邦共和国ハイデルベルクの欧州分子生物学研究所の元研究員である。識字障害を持つ。
2017年、「溶液中で生体分子を高分解能構造測定するための低温電子顕微鏡法の開発」が認められ、ヨアヒム・フランク、リチャード・ヘンダーソンと共にノーベル化学賞を受賞した。

## 経歴
1962年に the École polytechnique de l'Université de Lausanne（現スイス連邦工科大学ローザンヌ校）で物理学を学び始め、1967年に物理工学で学位を取得した。1969年にジュネーブ大学で分子生物学の修了証明書を取得し、DNAの電子顕微鏡を研究し始めた。  1973年、ジュネーブ大学とバーゼル大学で生物物理学の論文を完了させた。
1978年から1987年まで、西ドイツのハイデルベルクにある欧州分子生物学研究所でグループリーダーを務めた。1987年から2007年にかけて、ローザンヌ大学の教授を務めた。2007年、65歳で退職し、ローザンヌ大学で名誉教授となった。
仕事の中で、低温電子顕微鏡法、低温電子断層撮影、非晶質（ガラス状）凍結切片クライオ電子顕微鏡観察の技術を開発した。
スイス社会民主党のメンバーであり、モルジュ地方議会のメンバーとして監査委員を務めている。

## 受賞歴
- 欧州分子生物学研究所のLennart Philipson Awardを受賞（2014年）[8]
- ノーベル化学賞受賞（2017年）